# Yalıkavak

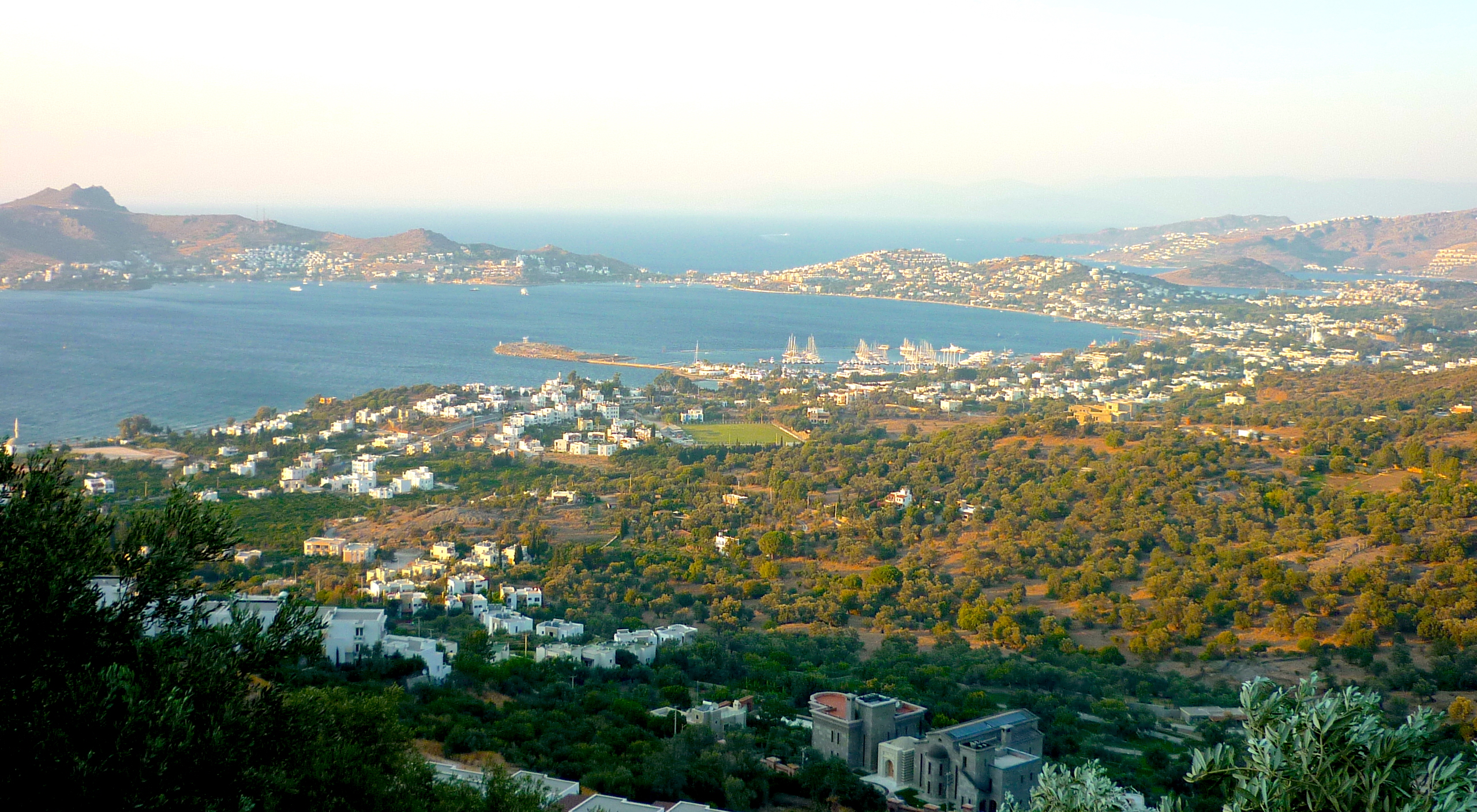
Yalıkavak (2011)

Yalıkavak ist eine kleine Küstenstadt auf der Halbinsel Bodrums im Südwesten der Türkei. Die Gemeinde besteht aus dem Zentralort sowie acht weiteren Ortsteilen bzw. Dörfern.

## Lage
Yalıkavak ist durch eine Hauptstraße mit der Kreishauptstadt Bodrum verbunden. Die Gemeinde grenzt im Westen an das Ägäische Meer. Nachbargemeinden sind Gündoğan (im Nordosten) und Gümüşlük (im Südosten).

## Bevölkerung
Im Jahr 2007 zählte Yalıkavak 8701 Einwohner. Damit hat sich seit 1990 die Bevölkerung mehr als verdoppelt.

## Wirtschaft
Heute ist der wichtigste Wirtschaftszweig der Tourismus. Der Ort verfügt über eine Marina. Auf den umliegenden Hängen wurden zahlreiche Ferienhaussiedlungen errichtet.